# Wilhelm Bürger
Wilhelm Bürger war ein Verkaufsvertreter für Textilien in Mannheim. Er trug zwischen Ende 1944 und Ende März 1945 maßgeblich zur Rettung der jüdischen Familie Herzberg bei, in deren Geschäft er entweder angestellt gewesen war oder welches er als Verkaufsvertreter regelmäßig aufsuchte. Er wurde als Gerechter unter den Völkern geehrt.

## Leben
Über das Leben Wilhelm Bürgers vor und nach der Rettung der Familie Herzberg ist kaum etwas bekannt.

### Rettung der Familie Herzberg während der Zeit des Nationalsozialismus
Wilhelm Bürger spielte eine wichtige Rolle bei der Rettung der jüdischen Familie Herzberg aus Mannheim und war somit das, was Norbert Giovannini als „stillen Helfer“ bezeichnete. Karl Herzberg hatte gemeinsam mit seiner Frau Lina Herzberg geb. Witt, die zum Judentum konvertiert war, ein Kurz-Weiß-Wollwarengeschäft in der Mittelstr. 16 / Waldhofstr. 1 in Mannheim, zeitweise mit Filiale in der Schimperstr. 2. Wilhelm Bürger ist entweder ein Angestellter oder ein Geschäftspartner Herzbergs, nämlich ein Verkaufsvertreter, gewesen. Das Ehepaar Herzberg hatte drei Kinder, Doris und Ilse, die noch mit ihren Eltern in Mannheim lebten, und Alexander, der 1938 von Italien aus nach Großbritannien fliehen konnte. Während der Novemberpogrome 1938, am 10. November 1938, war die Wohnung der Familie verwüstet worden. Lina Herzberg war wieder zum Katholizismus übergetreten, um ihre Familie zu schützen. Unabhängig davon galt Lina Herzberg nach den Nürnberger Gesetzen als sog. Arierin und ihre Kinder wurden als „Geltungsjuden“ bezeichnet, wodurch sie von der Deportation der Mannheimer Juden am 22. Oktober 1940 (Wagner-Bürckel-Aktion) verschont blieben. Während der Luftangriffe auf Mannheim, die im Dezember 1940 begonnen hatten, lebten die Herzbergs unter entsetzlichen Bedingungen in der Ruine eines abgebrannten Hauses, weil es ihnen zu dieser Zeit bereits untersagt war, eine Wohnung zu mieten.

Wilhelm Bürger, der als Verkaufsvertreter Karl Herzberg persönlich gekannt hatte, traf seinen ehemaligen Geschäftspartner Ende 1944 zufällig auf der Straße wieder. Von da an kümmerte sich Bürger um die Familie Herzberg, hielt sie mit gefälschten Lebensmittelkarten, die er selbst in seiner kleinen Druckerei gedruckt hatte, am Leben. Im Februar 1945 wurden Karl, Doris und Ilse Herzberg aufgefordert, sich zum Transport ins Konzentrationslager Theresienstadt zu melden. Sie sollten am 14. Februar 1945 deportiert werden. Doris Herzberg erinnert sich im Dossier Nr. 1470: 
„Als wir Bürger von dem Deportationbescheid mitteilten, drängte er uns, dem nicht zu folgen, weil nach seiner Meinung die Nazis die übriggebliebenen Juden, zu denen wir ja gehörten, auch noch vernichten würden. Es wäre besser, sagte er, dass wir unser Leben in irgendeinem Versteck retteten und dort warteten, bis die Amerikaner, die sich schon Mannheim näherten, kommen.“ 
Wilhelm Bürger vermittelte ihnen im Februar 1945 zunächst eine Unterkunft bei einer Bekannten, nämlich Gertrud (Traudel) Hammer und ihrem Vater Georg in Schönau bei Mannheim. Gertrud Hammer wurde am 16. September 1976 für ihre mutige Tat mit dem Bundesverdienstkreuz ausgezeichnet. Doris Herzberg litt zu diesem Zeitpunkt bereits an einer Lungenentzündung, die sie nur knapp überlebte. Weil das Versteck in Mannheim wegen Doris Herzbergs Husten und auch wegen der ständigen Luftangriffe zu gefährlich wurde, fand Wilhelm Bürger ein neues Versteck für die Familie Herzberg und brachte sie zu Fuß dorthin. Sie liefen einzeln, um nicht aufzufallen. Er brachte sie bei Frieda Müller, der ehemaligen Waschfrau der Herzbergs, in Ziegelhausen bei Heidelberg unter. Doris Perlstein, geb. Herzberg, erinnert sich an Frieda Müller als eine „gute und wirklich gläubige Frau“. Sie brachte die Herzbergs auf ihrem Speicher unter. Aber auch diese Unterbringung war sehr gefährlich, da im Haus auch Angehörige der Organisation Todt untergebracht worden waren. Frieda Müller, deren Mann und Söhne im Krieg waren, bekam Unterstützung von ihrer Mutter, ihren Schwestern und einer Bekannten. Gemeinsam versorgten sie die Familie Herzberg mit Lebensmitteln und Informationen zum Vorrücken der Amerikaner, die am 29. März oder am 1. April 1945 endlich auch Ziegelhausen befreiten.

## Gerettete Flüchtlinge
- Karl Herzberg (29. August 1884 – 4. Oktober 1970)[1]
- Doris Herzberg (16. April 1928 – 22. Juli 2001)[11]
- Ilse Herzberg

## Ehrungen
Am 26. Oktober 1978 wurde Wilhelm Bürger von Yad Vashem als Gerechter unter den Völkern ausgezeichnet.